# Anthrenus kubistai
Anthrenus kubistai is een keversoort uit de familie spektorren (Dermestidae). De wetenschappelijke naam van de soort werd in 2005 gepubliceerd door Háva & Votruba.